# رجاء (فلم مغربي)
رجاء هو فيلم مغربي من إخراج جاك دويلون سنة 2003.
وهو فيلم قصير تم تصويره في مراكش وشارك فيه ممثلون مغاربة، وضمنهم الفتاة المفاجأة نجاة بنسالم، التي تمكنت من اقتلاع جائزة أفضل دور نسائي. وكانت «نجاة» أول الذين فاجأهم الفوز بالجائزة، عندما نودي عليها وقد غادرت مراكش، لتعود على متن سيارة تاكسي، لتسلم جائزتها بين الفرح الغامر والمفاجأة.

## القصة
رجل فرنسي في الأربعينات يتعافى تدريجيا من أزمة قلبية، واختار الإقامة بدور «الرياض» التقليدية الفسيحة بإحدى ضواحي مراكش، وكانت له خادمتان مغربيتان، ولم تكن تغيب عن خاطره الرغبة في ممارسة الجنس معهن، لكنه يقع في عشق فتاة عابرة جاءت في أحد الأيام إلى البيت خادمة له، ولم تكن تلك الفتاة سوى بائعة هوى، وباحثة عن المال الذي تمده في نهاية المطاف لصديقها (مغربي) الذي يعيش على ما تحصله من البغاء.
وتستغرق لحظات مهمة من الفيلم في تقديم مشاهد قصة حب غريبة الأطوار بين «نجاة» الفتاة البسيطة الخادمة والجميلة، وبين «فرد»، فنجاة تعود لبيتها غاضبة عندما لا تحصل على المال، و«فرد» لا يستطيع السيطرة على حبه للفتاة، وتكشف القصة علاقة متداخلة بين الحب والمال وبين الجنس والمال. وبقدر ما تبين قصة الفيلم مظاهر وآفات اجتماعية في المغرب، فإنها تخفي برأي بعض النقاد مظاهر للعلاقة الحميمة بين الفرنسيين والمغاربة، وتقدمها في صورة حب مستحيل.

## روابط خارجية
- مقالات تستعمل روابط فنية بلا صلة مع ويكي بيانات